# ABN AMRO Cup 2016
De ABN AMRO Cup 2016 is een Nederlands hockeytoernooi dat werd gehouden van 1 tot en met 4 september 2016. Het was de negende editie van dit toernooi en het deelnemersveld bestond uit alle twaalf de hoofdklasseclubs voor het seizoen 2016/2017.
De finale werd na het nemen van shoot-outs gewonnen door de thuisclub HC Rotterdam. Voor de vierde keer namen zij de Jan Hagendijk-trofee in ontvangst. Verliezend finalist Kampong stond voor de derde maal in de finale.

## Voorrondes
1 september 2016

### Poule 1
Locatie: Sportpark Klein Zwitserland, Den Haag
| Club           | GS | W | G | V | DS  |
| -------------- | -- | - | - | - | --- |
| 1. Rotterdam   | 2  | 1 | 1 | 0 | 3-2 |
| 2. HGC         | 2  | 1 | 0 | 1 | 1-1 |
| 3. Bloemendaal | 2  | 0 | 1 | 1 | 1-2 |

- 20:00u HGC – Bloemendaal: 1-0
- 20:55u Rotterdam – HGC: 2-1
- 21:50u Bloemendaal – Rotterdam: 1-1

### Poule 2
Locatie: Sportpark Hollandse Kade, Abcoude
| Club        | GS | W | G | V | DS  |
| ----------- | -- | - | - | - | --- |
| 1. Kampong  | 2  | 2 | 0 | 0 | 4-2 |
| 2. Qui Vive | 2  | 1 | 0 | 1 | 4-4 |
| 3. Almere   | 2  | 1 | 0 | 1 | 1-3 |

- 20:00u Almere – Kampong: 0-1
- 20:55u Kampong – Qui Vive: 3-2
- 21:50u Qui Vive – Almere: 2-1

### Poule 3
Locatie: Sportpark Maliskamp, Maliskamp
| Club           | GS | W | G | V | DS  |
| -------------- | -- | - | - | - | --- |
| 1. Den Bosch   | 2  | 1 | 1 | 0 | 3-2 |
| 2. Oranje Rood | 2  | 1 | 0 | 1 | 5-1 |
| 3. Tilburg     | 2  | 0 | 1 | 1 | 2-7 |

- 20:00u Den Bosch – Tilburg: 2-2
- 20:55u Oranje Rood – Den Bosch: 0-1
- 21:50u Tilburg – Oranje Rood: 0-5

### Poule 4
Locatie: Sportpark Voorland, Amsterdam
| Club         | GS | W | G | V | DS  |
| ------------ | -- | - | - | - | --- |
| 1. Amsterdam | 2  | 2 | 0 | 0 | 5-2 |
| 2. Pinoké    | 2  | 0 | 1 | 1 | 2-3 |
| 3. Hurley    | 2  | 0 | 1 | 1 | 2-4 |

- 20:00u Hurley – Amsterdam: 1-3
- 20:55u Amsterdam – Pinoké: 2-1
- 21:50u Hurley – Pinoké: 1-1

## Tweede ronde
3 september 2016
Locatie: Sportpark Hazelaarweg, Rotterdam

### Halve finales (poulewinnaars)
- 13:00u (stadion) Kampong – Den Bosch: 2-2 na shoot-outs:3-1.
- 15:00u (stadion) Rotterdam – Amsterdam: 2-2 na shoot-outs:3-1.

### Nummers 2
- 13:00u (veld 2) HGC – Pinoké: 3-3 na shoot-outs:1-2.
- 15:00u (veld 2) Qui Vive – Oranje Rood: 1-6

### Nummers 3
- 13:00u (veld 3) Bloemendaal – Hurley: 5-3
- 15:00u (veld 3) Almere – Tilburg: 1-4

## Finales
4 september 2016
Locatie: Sportpark Hazelaarweg, Rotterdam
- 11de 13.00u (veld 3) Hurley – Almere: 2-0
- 9de 15.00u (veld 3) Bloemendaal – Tilburg: 2-1
- 7de 13.00u (veld 2) HGC – Qui Vive: 4-1
- 5de 15.00u (veld 2) Pinoké – Oranje Rood: 2-3

### 3de plaats
- 12:30u (stadion) Den Bosch – Amsterdam: 2-4

### Finale
| 4 september 2016 15:00u                      |                  |                                                    |                                                                               |
| SV Kampong                                   | 2:2              | HC Rotterdam                                       | Stadion Hazelaarweg, Rotterdam Scheidsrechters: Michiel Otten Jasper Nagtzaam |
| 17 (sb)' Bjorn Kellerman 56' Quirijn Caspers | Wedstrijdverslag | Simon Egerton 11 (sc)' Jeroen Hertzberger 32 (sb)' | Stadion Hazelaarweg, Rotterdam Scheidsrechters: Michiel Otten Jasper Nagtzaam |
| Shoot-out                                    |                  |                                                    | Stadion Hazelaarweg, Rotterdam Scheidsrechters: Michiel Otten Jasper Nagtzaam |
| Caspers/Kellerman (sb) Luijkx Kellerman      | 2:3              | Hertzberger Van Ass Van Dam                        | Stadion Hazelaarweg, Rotterdam Scheidsrechters: Michiel Otten Jasper Nagtzaam |

### Kampioen
| ABN AMRO Cup 2016      |
| ---------------------- |
| HC Rotterdam 4de titel |

2008 · 2009 · 2010 · 2011 · 2012 · 2013 · 2014 · 2015 · 2016 · 2017 · 2018 · 2019